# Associação Atlética Francana
La Associação Atlética Francana es un equipo de fútbol de Brasil que juega en la Segunda División Paulista, la cuarta división del estado de Sao Paulo. En los años 1970 jugó en el Campeonato Brasileño de Serie A, la primera división nacional.

## Historia
Fue fundado el 12 de octubre de 1912 en el municipio de Franca del estado de Sao Paulo por David Carneiro Ewbank, Homero Pacheco Alves y Beneglides Saraiva, y es considerado un patrimonio cultural, deportivo y social en el municipio.
Fue hasta 1948 que el club se convierte en profesional en el Campeonato Paulista Serie A2, donde pasaron 29 años en la segunda división estatal para poder jugar por primera vez en el Campeonato Paulista luego de ser campeón de la segunda categoría estatal el 4 de diciembre de 1977, por lo que ese día fue decretado como feriado municipal, mismo año en el que juegan por primera vez en el Campeonato Brasileño de Serie A, la primera división nacional, en donde es eliminado en la segunda ronda al terminar en cuarto lugar de su grupo entre ocho equipos finalizando en el lugar 55 entre 94 equipos.
El club jugó cinco años consecutivos en el Campeonato Paulista hasta su descenso en 1982, donde destacan victorias ante el Sao Paulo FC 2-0 de visitante en Pacaembú el 19 de octubre de 1978, el 22 de agosto de 1979 ante el SC Corinthians también de vista ante más de 40 mil aficionados y el 8 de diciembre de 1982 ante el Santos FC en Vila Belmiro.
Luego de 18 años de ausencia regresa a los torneos nacionales cuando logra clasificar por primera vez al Campeonato Brasileño de Serie C de 1997, tercera división nacional, en donde supera la primera ronda al ganar su grupo, en la segunda ronda elimina 6-2 al Ponte Grossa Esporte Clube del estado de Paraná, en la tercera ronda elimina en penales al Montes Claros Futebol Clube del estado de Minas Gerais, en cuartos de final elimina 4-3 al Uberlândia Esporte Clube del estado de Minas Gerais y termina en tercer lugar en la cuadrangular final para definir a los dos equipos que logran el ascenso al Campeonato Brasileño de Serie B, quedando a solo un punto de lograr jugar en la segunda división nacional.

## Palmarés
- Campeonato Paulista Serie A2: 1

1977

## Jugadores

### Jugadores destacados
- Tonho Rosa
- Assis
- William
- Geninho